# Sommet des Anges
Le sommet des Anges est un sommet des Alpes françaises, situé à la jonction des trois communes de Montgenèvre, Cervières, et Val-des-Prés dans le département des Hautes-Alpes. Il culmine à 2 465 m d'altitude.

## Géographie
Le sommet se situe à 3,2 kilomètres à vol d'oiseau de la frontière italienne. À l'est de ce sommet, se trouvent les sources de la Durance. Au sud, le torrent du Villard y prend aussi sa source, avant de rejoindre la Cerveyrette, un affluent de la Durance.

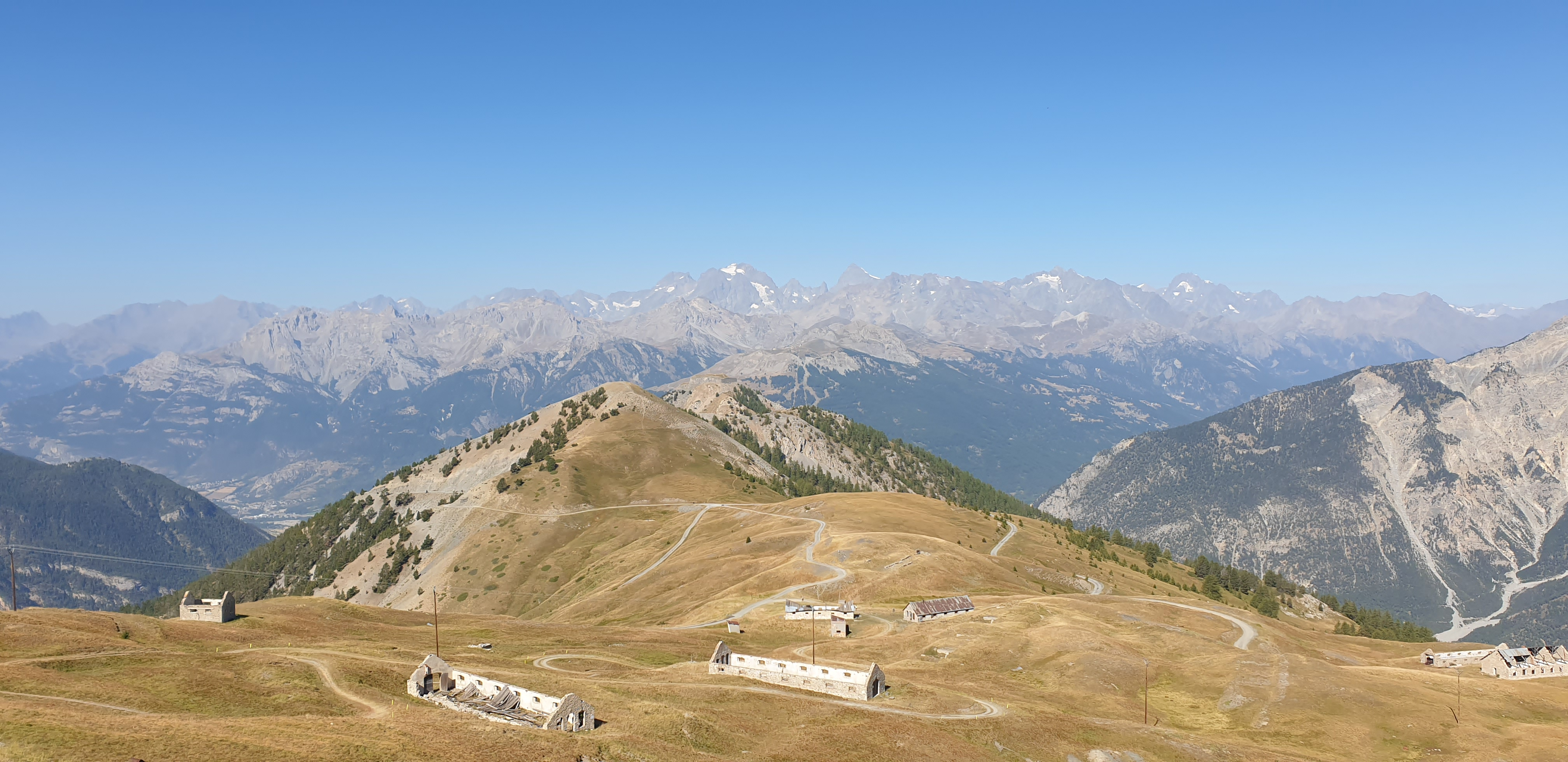
Vue sur le massif des Écrins depuis le sommet.
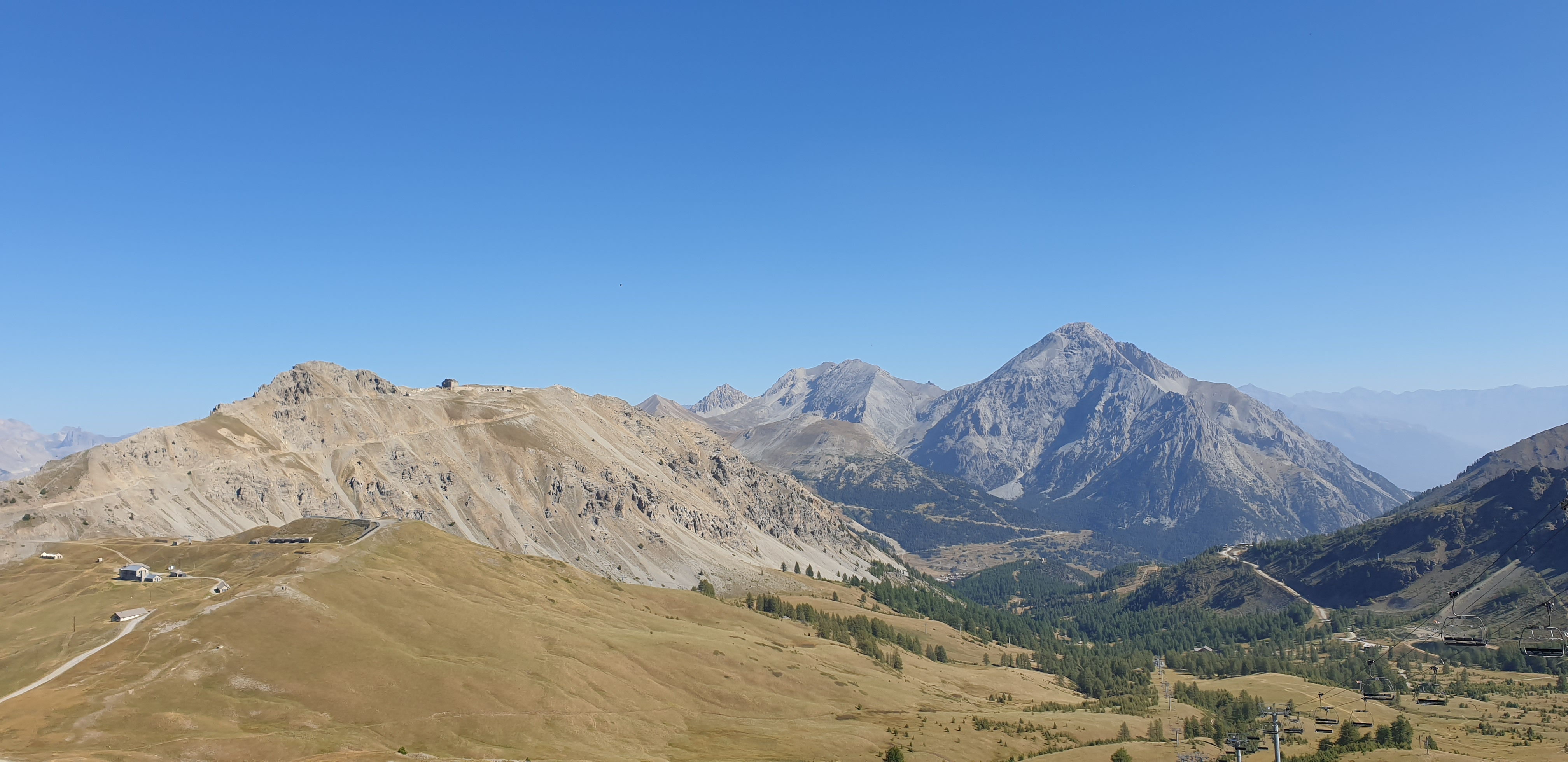
Vue sur le mont Janus et le mont Chaberton depuis le sommet.

## Aménagement

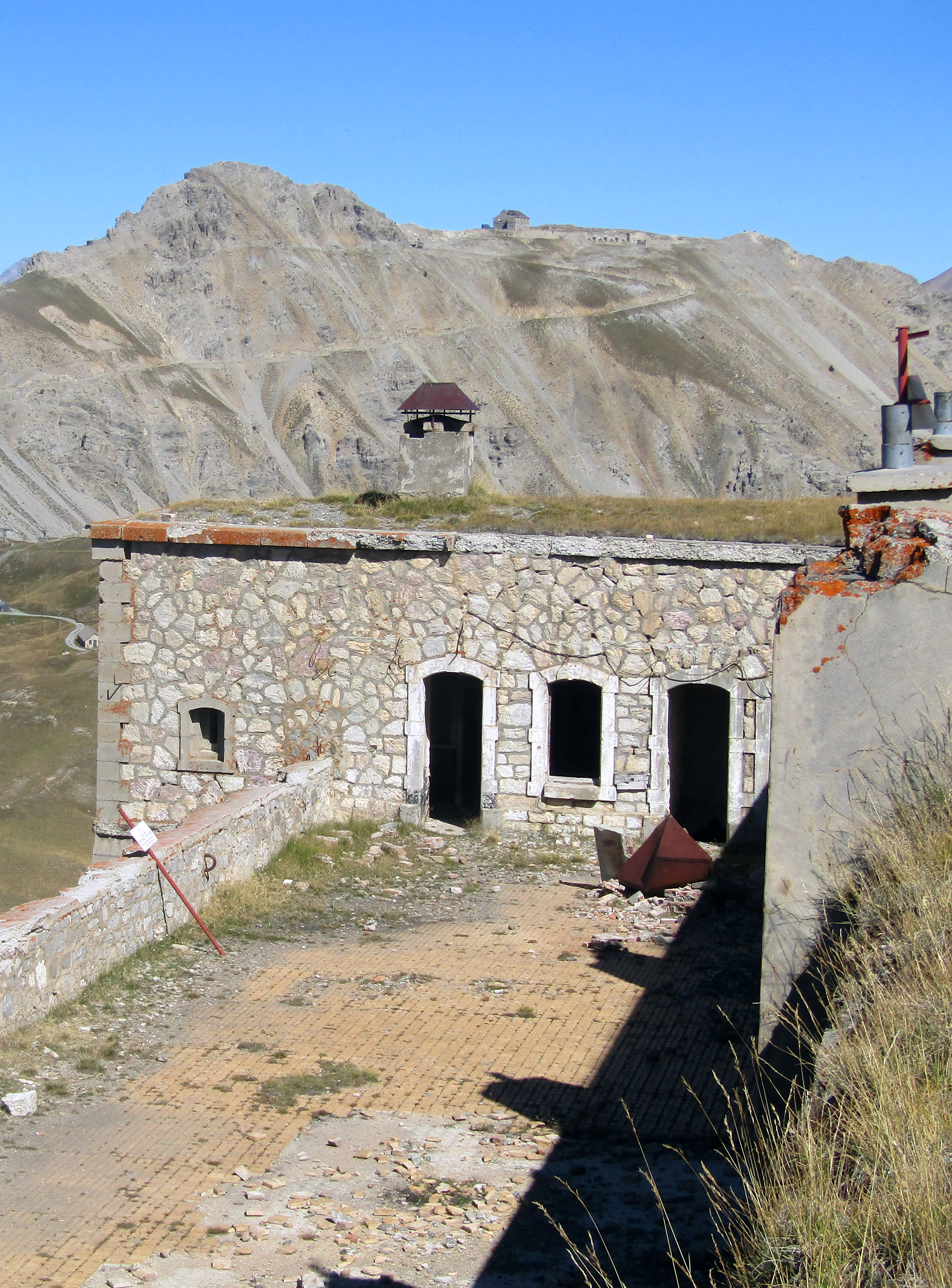
Le fort Gondrans et le sommet de Château Jouan.

Sur son sommet se trouve l'ancien fort du Gondran, ensemble de batteries et de blockhaus construit à partir du XIXe siècle, voués à défendre les hauteurs de Briançon.
Le téléski de l'Alp et le télésiège des Gondrans permettent de rejoindre son sommet. Une route militaire, le chemin du Janus, sur lequel la circulation automobile est interdite, passe à proximité.

## Activités
L'hiver, des pistes de ski descendent du sommet des Anges pour rejoindre la station de Montgenèvre.
Le reste de l'année, elles se transforment en pistes de VTT et en chemins de randonnée ; l'accès est aussi possible par le télésiège des Gondrans qui fonctionne également l'été.